# 쇼리키 마쓰타로상

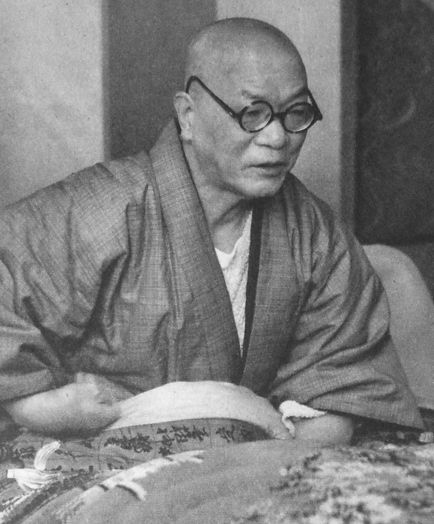
쇼리키 마쓰타로

쇼리키 마쓰타로상(일본어: 正力松太郎賞)은 일본 프로 야구 발전에 크게 기여한 사람을 대상으로 주는 상이다. 통칭은 ‘쇼리키상’(正力賞)이다.

## 개요
대일본도쿄야구클럽(현: 요미우리 자이언츠)의 창설자이며, 일본 프로 야구의 창시자로 여겨지는 요미우리 신문의 사주였던 쇼리키 마쓰타로의 업적을 기리기 위해 요미우리 신문사를 중심으로 1977년에 제정됐고 같은 해부터 매년 수상자를 선정하고 있다. 쇼리키 마쓰타로상은 리그별 공식 수상 항목이 아닌 일본 프로 야구 전체를 대상으로 한 공식 수상에 준하는 특별상임에도 불구하고 요미우리 신문은 ‘일본 야구계 최고의 상’이라고 표현했다.
수상 대상은 일본 프로 야구 발전에 큰 기여를 한 사람(감독, 코치, 선수, 심판)에게 주어지지만 실제 수상자는 그해 일본 시리즈에서 우승을 이끈 팀의 감독이 수상자로 선정되는 경우가 많다. 이전에는 같은 팀이 연속해서 일본 시리즈에 우승했을 경우 동일 인물의 연속 수상을 피하기 위해 소속팀 선수가 수상하는 경우도 있었다. 한때는 ‘일본에 진출한 외국인 선수는 받을 수 없다’는 말이 나돌았지만 2017년에 데니스 사파테가 수상하면서 그런 관례는 깨졌다. 또 WBC에서 일본 대표팀이 우승했을 때는 모두 일본 대표팀 감독이 수상했지만 2023년에는 WBC 우승을 이끈 구리야마 히데키가 아닌 한신 타이거스를 38년 만의 일본 시리즈 우승으로 이끈 오카다 아키노부가 수상했다.
수상자에게는 금메달과 상금 500만 엔이 주어지며, 상금은 요미우리 신문과 닛폰 TV로부터 제공된다.

### 선정위원회
커미셔너로부터 위탁된 ‘쇼리키 마쓰타로상 선정위원회’에 의해서 심사를 거쳐 선정된다. 현재 명단은 다음과 같다.
- 오 사다하루(위원장)
- 야마모토 고지
- 가도타 류쇼(논픽션 작가)
- 다카다 시게루
- 쓰지 하쓰히코

## 역대 수상자
| 연도   | 성명              | 소속                       | 직위     | 비고                                                   |
| ------ | ----------------- | -------------------------- | -------- | ------------------------------------------------------ |
| 1977년 | 오 사다하루       | 요미우리 자이언츠          | 내야수   | 통산 홈런 세계 신기록 경신                             |
| 1978년 | 히로오카 다쓰로   | 야쿠르트 스왈로스          | 감독     | 일본 시리즈 우승 감독                                  |
| 1979년 | 니시모토 유키오   | 긴테쓰 버펄로스            | 감독     | 퍼시픽 리그 우승 감독                                  |
| 1980년 | 고바 다케시       | 히로시마 도요 카프         | 감독     | 일본 시리즈 우승 감독                                  |
| 1981년 | 후지타 모토시     | 요미우리 자이언츠          | 감독     | 일본 시리즈 우승 감독                                  |
| 1982년 | 히로오카 다쓰로   | 세이부 라이온스            | 감독     | 일본 시리즈 우승 감독                                  |
| 1983년 | 다부치 고이치     | 세이부 라이온스            | 지명타자 | 일본 시리즈 우수 선수                                  |
| 1984년 | 기누가사 사치오   | 히로시마 도요 카프         | 내야수   | 센트럴 리그 MVP                                        |
| 1985년 | 요시다 요시오     | 한신 타이거스              | 감독     | 일본 시리즈 우승 감독                                  |
| 1986년 | 모리 마사아키     | 세이부 라이온스            | 감독     | 일본 시리즈 우승 감독                                  |
| 1987년 | 구도 기미야스     | 세이부 라이온스            | 투수     | 일본 시리즈 MVP                                        |
| 1988년 | 가도타 히로미쓰   | 난카이 호크스              | 지명타자 | 퍼시픽 리그 MVP                                        |
| 1989년 | 후지타 모토시     | 요미우리 자이언츠          | 감독     | 일본 시리즈 우승 감독                                  |
| 1990년 | 모리 마사아키     | 세이부 라이온스            | 감독     | 일본 시리즈 우승 감독                                  |
| 1991년 | 아키야마 고지     | 세이부 라이온스            | 외야수   | 일본 시리즈 MVP                                        |
| 1992년 | 이시이 다케히로   | 세이부 라이온스            | 투수     | 퍼시픽 리그 MVP·일본 시리즈 MVP                        |
| 1993년 | 노무라 가쓰야     | 야쿠르트 스왈로스          | 감독     | 일본 시리즈 우승 감독                                  |
| 1994년 | 나가시마 시게오   | 요미우리 자이언츠          | 감독     | 일본 시리즈 우승 감독                                  |
| 1994년 | 이치로            | 오릭스 블루웨이브          | 외야수   | 시즌 최다 안타 일본 기록 수립, 퍼시픽 리그 MVP         |
| 1995년 | 이치로            | 오릭스 블루웨이브          | 외야수   | 퍼시픽 리그 MVP                                        |
| 1996년 | 오기 아키라       | 오릭스 블루웨이브          | 감독     | 일본 시리즈 우승 감독                                  |
| 1997년 | 후루타 아쓰야     | 야쿠르트 스왈로스          | 포수     | 센트럴 리그 MVP·일본 시리즈 MVP                        |
| 1998년 | 사사키 가즈히로   | 요코하마 베이스타스        | 투수     | 시즌 최다 세이브 일본 기록 수립, 센트럴 리그 MVP       |
| 1999년 | 오 사다하루       | 후쿠오카 다이에 호크스     | 감독     | 일본 시리즈 우승 감독                                  |
| 2000년 | 마쓰이 히데키     | 요미우리 자이언츠          | 외야수   | 센트럴 리그 MVP·일본 시리즈 MVP                        |
| 2001년 | 와카마쓰 쓰토무   | 야쿠르트 스왈로스          | 감독     | 일본 시리즈 우승 감독                                  |
| 2002년 | 하라 다쓰노리     | 요미우리 자이언츠          | 감독     | 일본 시리즈 우승 감독                                  |
| 2003년 | 오 사다하루       | 후쿠오카 다이에 호크스     | 감독     | 일본 시리즈 우승 감독                                  |
| 2003년 | 호시노 센이치     | 한신 타이거스              | 감독     | 센트럴 리그 우승 감독                                  |
| 2004년 | 이토 쓰토무       | 세이부 라이온스            | 감독     | 일본 시리즈 우승 감독                                  |
| 2005년 | 바비 밸런타인     | 지바 롯데 마린스           | 감독     | 일본 시리즈 우승 감독                                  |
| 2006년 | 오 사다하루       | 후쿠오카 소프트뱅크 호크스 | 감독     | WBC 우승 감독                                          |
| 2007년 | 오치아이 히로미쓰 | 주니치 드래건스            | 감독     | 일본 시리즈 우승 감독                                  |
| 2008년 | 와타나베 히사노부 | 사이타마 세이부 라이온스   | 감독     | 일본 시리즈 우승 감독                                  |
| 2009년 | 하라 다쓰노리     | 요미우리 자이언츠          | 감독     | WBC 우승 감독·일본 시리즈 우승 감독                    |
| 2010년 | 니시무라 노리후미 | 지바 롯데 마린스           | 감독     | 일본 시리즈 우승 감독                                  |
| 2011년 | 아키야마 고지     | 후쿠오카 소프트뱅크 호크스 | 감독     | 일본 시리즈 우승 감독                                  |
| 2012년 | 하라 다쓰노리     | 요미우리 자이언츠          | 감독     | 일본 시리즈 우승 감독                                  |
| 2012년 | 아베 신노스케     | 요미우리 자이언츠          | 포수     | 센트럴 리그 MVP                                        |
| 2013년 | 호시노 센이치     | 도호쿠 라쿠텐 골든이글스   | 감독     | 일본 시리즈 우승 감독                                  |
| 2014년 | 아키야마 고지     | 후쿠오카 소프트뱅크 호크스 | 감독     | 일본 시리즈 우승 감독                                  |
| 2015년 | 구도 기미야스     | 후쿠오카 소프트뱅크 호크스 | 감독     | 일본 시리즈 우승 감독                                  |
| 2016년 | 구리야마 히데키   | 홋카이도 닛폰햄 파이터스   | 감독     | 일본 시리즈 우승 감독                                  |
| 2017년 | 데니스 사파테     | 후쿠오카 소프트뱅크 호크스 | 투수     | 시즌 세이브 일본 기록, 퍼시픽 리그 MVP·일본 시리즈 MVP |
| 2018년 | 구도 기미야스     | 후쿠오카 소프트뱅크 호크스 | 감독     | 일본 시리즈 우승 감독                                  |
| 2019년 | 구도 기미야스     | 후쿠오카 소프트뱅크 호크스 | 감독     | 일본 시리즈 우승 감독                                  |
| 2020년 | 구도 기미야스     | 후쿠오카 소프트뱅크 호크스 | 감독     | 일본 시리즈 우승 감독                                  |
| 2021년 | 다카쓰 신고       | 도쿄 야쿠르트 스왈로스     | 감독     | 일본 시리즈 우승 감독                                  |
| 2022년 | 나카지마 사토시   | 오릭스 버펄로스            | 감독     | 일본 시리즈 우승 감독                                  |
| 2023년 | 오카다 아키노부   | 한신 타이거스              | 감독     | 일본 시리즈 우승 감독                                  |
| 2024년 | 미우라 다이스케   | 요코하마 DeNA 베이스타스   | 감독     | 일본 시리즈 우승 감독                                  |

### 특별상
| 연도   | 성명              | 소속                     | 직위          | 비고                                                                          |
| ------ | ----------------- | ------------------------ | ------------- | ----------------------------------------------------------------------------- |
| 2004년 | 이치로            | 시애틀 매리너스          | 외야수        | MLB 시즌 최다 안타 기록 경신                                                  |
| 2013년 | 다나카 마사히로   | 도호쿠 라쿠텐 골든이글스 | 투수          | 퍼시픽 리그 MVP·시즌 연승 일본 기록                                           |
| 2021년 | 이나바 아쓰노리   | 일본 야구 국가대표팀     | 감독          | 도쿄 올림픽 금메달 획득                                                       |
| 2021년 | 오타니 쇼헤이     | 로스앤젤레스 에인절스    | 투수          | MLB 아메리칸 리그 MVP                                                         |
| 2022년 | 무라카미 무네타카 | 도쿄 야쿠르트 스왈로스   | 내야수        | 역대 최연소로 타격 부문 3관왕 달성 시즌 홈런 일본인 최다 기록 센트럴 리그 MVP |
| 2023년 | 구리야마 히데키   | 일본 야구 국가대표팀     | 감독          | WBC 우승 감독                                                                 |
| 2023년 | 오타니 쇼헤이     | 로스앤젤레스 에인절스    | 투수 지명타자 | 아메리칸 리그 홈런왕 WBC 우승, 대회 MVP MLB 아메리칸 리그 MVP                 |
| 2024년 | 오타니 쇼헤이     | 로스앤젤레스 다저스      | 지명타자      | 내셔널 리그 홈런왕 MLB 사상 첫 50-50 달성 월드 시리즈 제패                    |

## 수상 기록
최다 수상자는 구도 기미야스가 5회 수상했고 그 다음으로는 오 사다하루가 4회 수상했다. 선수·지도자 양쪽에서 수상한 것은 구도, 사다하루에 더해 아키야마 고지까지 3명이다. 팀별로는 소프트뱅크가 가장 많았는데 팀의 전신인 난카이·다이에를 포함해서 11회로 최다 기록이다. 2016년에 닛폰햄 감독 구리야마 히데키가 수상함으로써 현존하는 12구단과 쇼리키 마쓰타로상 제정 당시에 존재했던 한 구단의 전체 13구단에서 수상자가 나왔다.

### 여러 차례 수상자(특별상 포함)
| 성명            | 횟 수 | 연도                         |
| --------------- | ----- | ---------------------------- |
| 구도 기미야스   | 5     | 1987, 2015, 2018, 2019, 2020 |
| 오 사다하루     | 4     | 1977, 1999, 2003, 2006       |
| 아키야마 고지   | 3     | 1991, 2011, 2014             |
| 이치로          | 3     | 1994, 1995, 2004             |
| 하라 다쓰노리   | 3     | 2002, 2009, 2012             |
| 오타니 쇼헤이   | 3     | 2021, 2023, 2024             |
| 히로오카 다쓰로 | 2     | 1978, 1982                   |
| 후지타 모토시   | 2     | 1981, 1989                   |
| 모리 마사아키   | 2     | 1986, 1990                   |
| 호시노 센이치   | 2     | 2003, 2013                   |
| 구리야마 히데키 | 2     | 2016, 2023                   |

### 팀별 수상 횟수
- 특별상까지 포함
- 괄호 안은 전신 구단

| 팀                        | 횟수 |
| ------------------------- | ---- |
| 소프트뱅크(난카이·다이에) | 11회 |
| 요미우리                  | 9회  |
| 세이부                    | 9회  |
| 야쿠르트                  | 6회  |
| 오릭스                    | 4회  |
| 한신                      | 3회  |
| 지바 롯데                 | 2회  |
| 히로시마                  | 2회  |
| 라쿠텐                    | 2회  |
| DeNA(요코하마)            | 2회  |
| 주니치                    | 1회  |
| 닛폰햄                    | 1회  |
| 긴테쓰                    | 1회  |
| 그 외                     | 5회  |

## 주해
1. ↑  2010년에 지바 롯데 마린스가 일본 시리즈 정상에 올랐을 때는 선정위원 중에서 지바 롯데 구단 자체나 마린스 서포터(지바 롯데팬)를 대상으로 하자는 의견도 나왔지만 실제론 구단이나 팬은 수상 자격이 없기 때문에 니시무라 노리후미 당시 감독에게 주어졌다.[2]
2. ↑  같은 해에 구리야마는 특별상을 받았다.
3. ↑  등록은 내야수였다. 리그전에서는 지명타자로서의 출전이 주를 이뤘지만, 지명타자제가 채택된 일본 시리즈에서는 1루수로 출전했다.
4. ↑  등록은 외야수.
5. ↑  2005년 이후 리그 MVP는 쇼리키상보다 후에 발표됐다.
6. ↑  NPB 역대 단독 2위.

## 같이 보기
- 쇼리키 마쓰타로